# ハノカゲ
ハノカゲは、日本の漫画家。群馬県出身。
主にアスキー・メディアワークス等から刊行された4コマ・アンソロジーコミック媒体で作品を発表していた。2011年に芳文社より出版された『魔法少女まどか☆マギカ』のコミカライズ版で商業デビュー。『沙耶の唄』に触れて以来虚淵玄のファンだと、公式サイトの日記（2010年12月27日付）において発言している。

## 作品リスト

### 漫画作品

#### 連載
- 魔法少女まどか☆マギカ [魔獣編]（『まんがタイムきらら☆マギカ』2015年[2] - 2016年）
- コスモファミリア*（『まんがタイムきららフォワード』2017年[3] - 2019年）

#### 読み切り
- ハコ中毒（原案：Magica Quartet、『魔法少女まどか☆マギカ アンソロジーコミック』1巻、2011年） - 『魔法少女まどか☆マギカ』のアンソロジー寄稿作品[4]。
- 『けいおん！』のアンソロジー寄稿作品（原作：かきふらい、『けいおん！ストーリーアンソロジーコミック』2巻、2011年）[5]
- 僕のために絶望してよ！（『まんがタイムきらら☆マギカ』Vol.7〈2013年〉）
- ギブユースウィート（『まんがタイムきらら☆マギカ』Vol.13〈2014年〉）[6]
- 『マギアレコード 魔法少女まどか☆マギカ外伝』のアンソロジー寄稿作品（原案：Magica Quartet、『マギアレコード 魔法少女まどか☆マギカ外伝 アンソロジーコミック』2019年）[7]

### 書籍
- 『魔法少女まどか☆マギカ』芳文社
  - （通常版）〈まんがタイムKRコミックス〉2011年、全3巻 - 全編描き下ろし[8]。
  - （新装完全版）〈まんがタイムKR フォワードコミックス〉2021年、上下巻 - ほぼ全編加筆修正されている[9]。
- 『魔法少女まどか☆マギカ 〜The different story〜』芳文社〈まんがタイムKRコミックス〉2012年、全3巻 - 全編描き下ろし。
- 『劇場版 魔法少女まどか☆マギカ [新編] 叛逆の物語』芳文社〈まんがタイムKRコミックス〉2013年 - 2014年、全3巻 - 全編描き下ろし[10]。
- 『魔法少女まどか☆マギカ [魔獣編]』芳文社〈まんがタイムKRコミックス〉2015年 - 2016年、全3巻
- 『コスモファミリア*』芳文社〈まんがタイムKR フォワードコミックス〉2018年[11] - 2019年、全3巻

### その他
- ましろ色シンフォニー -The color of lovers-（テレビアニメ、2011年）第1話エンドカード
- 魔法少女まどか☆マギカ the illustrated book（『魔法少女まどか☆マギカ』のイラスト集、2013年）カバーイラストも担当[12]。
- 桜Trick（テレビアニメ、2014年）第10話提供バック
- ご注文はうさぎですか？ アンソロジーコミック 1（2014年）表紙イラスト[13]
- ファイアーエムブレム 覚醒 4コマKINGS（2015年）イラスト
- 幸腹グラフィティ（テレビアニメ、2015年）第8話提供バック
- あんハピ♪（テレビアニメ、2016年）第10話エンドカード
- マギアレコード 魔法少女まどか☆マギカ外伝（ゲーム、2017年）キャラクターデザイン（相野みと、伊吹れいら、桑水せいか）、イラスト
- ひぐらしのなく頃に 業 コミックアンソロジー（2021年）イラスト[14]